# ماكسيميليان ميتلشتيت
ماكسيميليان ميتلشتيت (بالألمانية: Maximilian Mittelstädt) (مواليد 18 مارس 1997) هو لاعب كرة قدم ألماني ، يلعب حاليًا لنادي هرتا برلين الألماني في مركزي الظهير الأيسر والجناح الأيسر.

## روابط خارجية
- ماكسيميليان ميتلشتيت على موقع الاتحاد الأوربي (الإنجليزية)
- ماكسيميليان ميتلشتيت على موقع إي إس بي إن إف سي (الإنجليزية)
- ماكسيميليان ميتلشتيت على موقع قاعدة بيانات كرة القدم.إي يو (الإنجليزية)
- ماكسيميليان ميتلشتيت على موقع بيانات كرة القدم. دي إي (الألمانية)
- ماكسيميليان ميتلشتيت على موقع ناشيونال فوتبول تيمز (الإنجليزية)
- ماكسيميليان ميتلشتيت على موقع Soccerbase.com (لاعب) (الإنجليزية)
- ماكسيميليان ميتلشتيت على موقع Soccerway.com (الإنجليزية)
- ماكسيميليان ميتلشتيت على موقع عالم كرة القدم.نت (الإنجليزية)
- ماكسيميليان ميتلشتيت على موقع AS.com (الإسبانية)